# Vanadzor
Vanadzor (armeni: Վանաձոր), abans anomenada  Kirovakan , és la tercera ciutat més gran d'Armènia, situada al nord del país. Capital de la província de Lorí. És famosa per la seva gran planta química, localitzada als afores.

## Història
La història de Vanadzor es remunta a l'edat de bronze. La ciutat va prendre el seu nom possiblement en el segle xiii, d'una església negra de pedra sobre un turó proper. La ciutat va ser totalment destruïda el 1826 pel Khan Hasan durant la guerra russo-persa. La ciutat va gaudir d'un auge considerable després de l'obertura del ferrocarril a Tbilisi el 1899.
El maig de 1918, tot i que les tropes del general Tovmas Nazarbekian eren superades en nombre, van lluitar contra l'exèrcit turc, fent-los retrocedir durant uns dies a la crucial batalla de Karakilisa, que posteriorment va tancar amb la victòria a la batalla de Sardarapat. Al nord de la carretera d'Spitak a Vanadzor, aproximadament 2 quilòmetres a l'oest de la ciutat, hi ha un petit lloc sant en les ruïnes d'una església, monument que honora aquella batalla.

## Ciutats agermanades
- Batumi - Geòrgia (2006)
- Podolsk - Rússia
- Kislovodsk - Rússia
- Bagnot - França
- Maardu - Estònia
- Vítebsk - Belarús

## Galeria

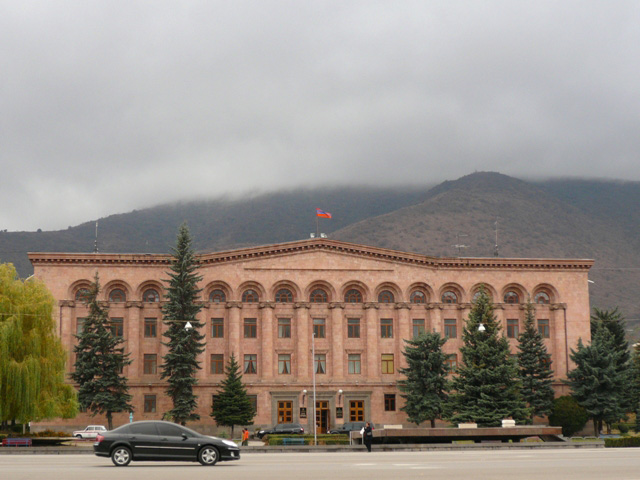
Administració del Marz
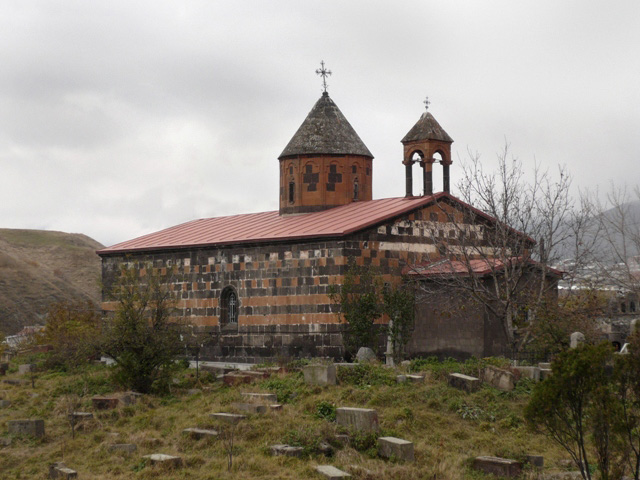
Església Negra
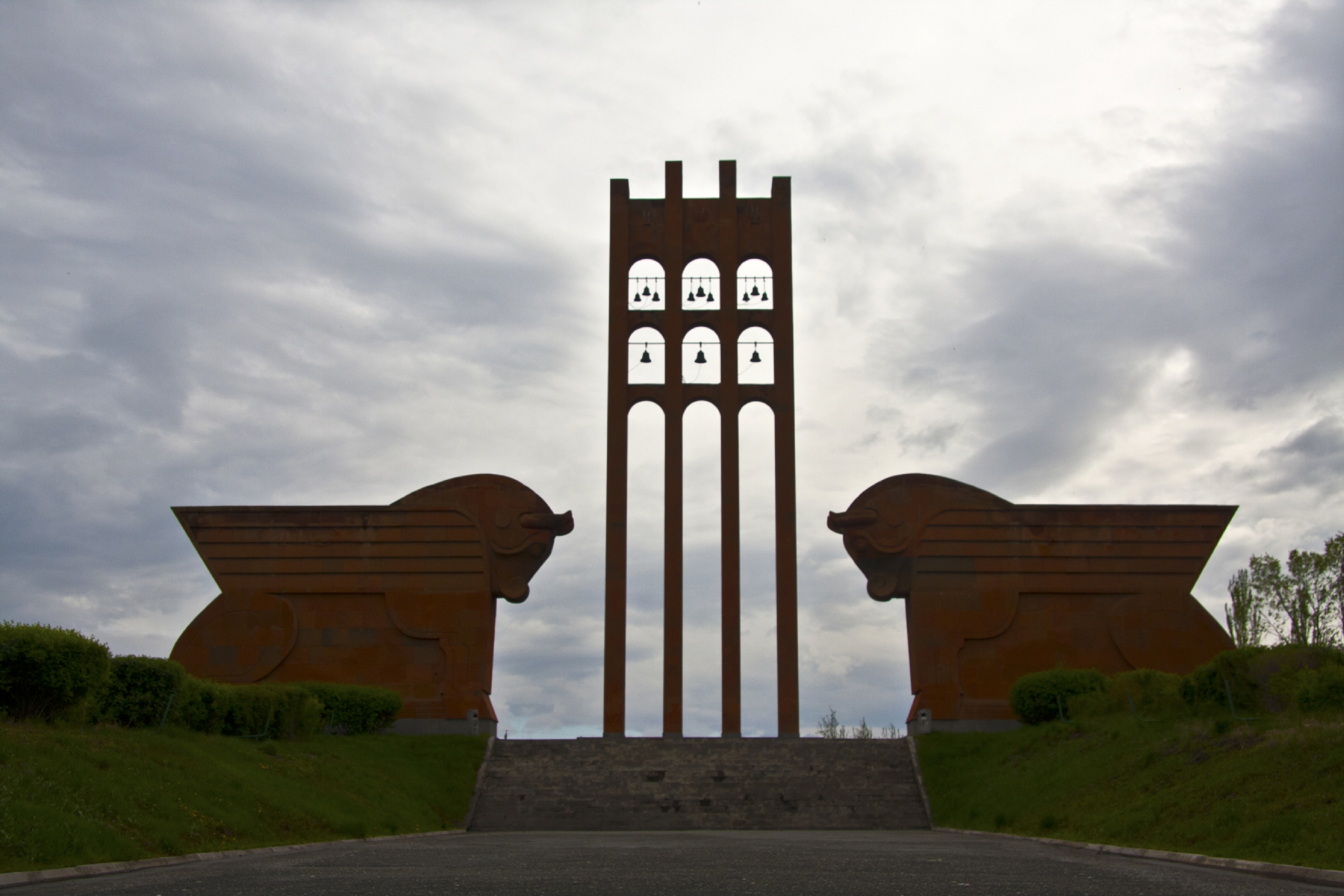
Monument a la victòria armènia a la batalla de Sardarabad
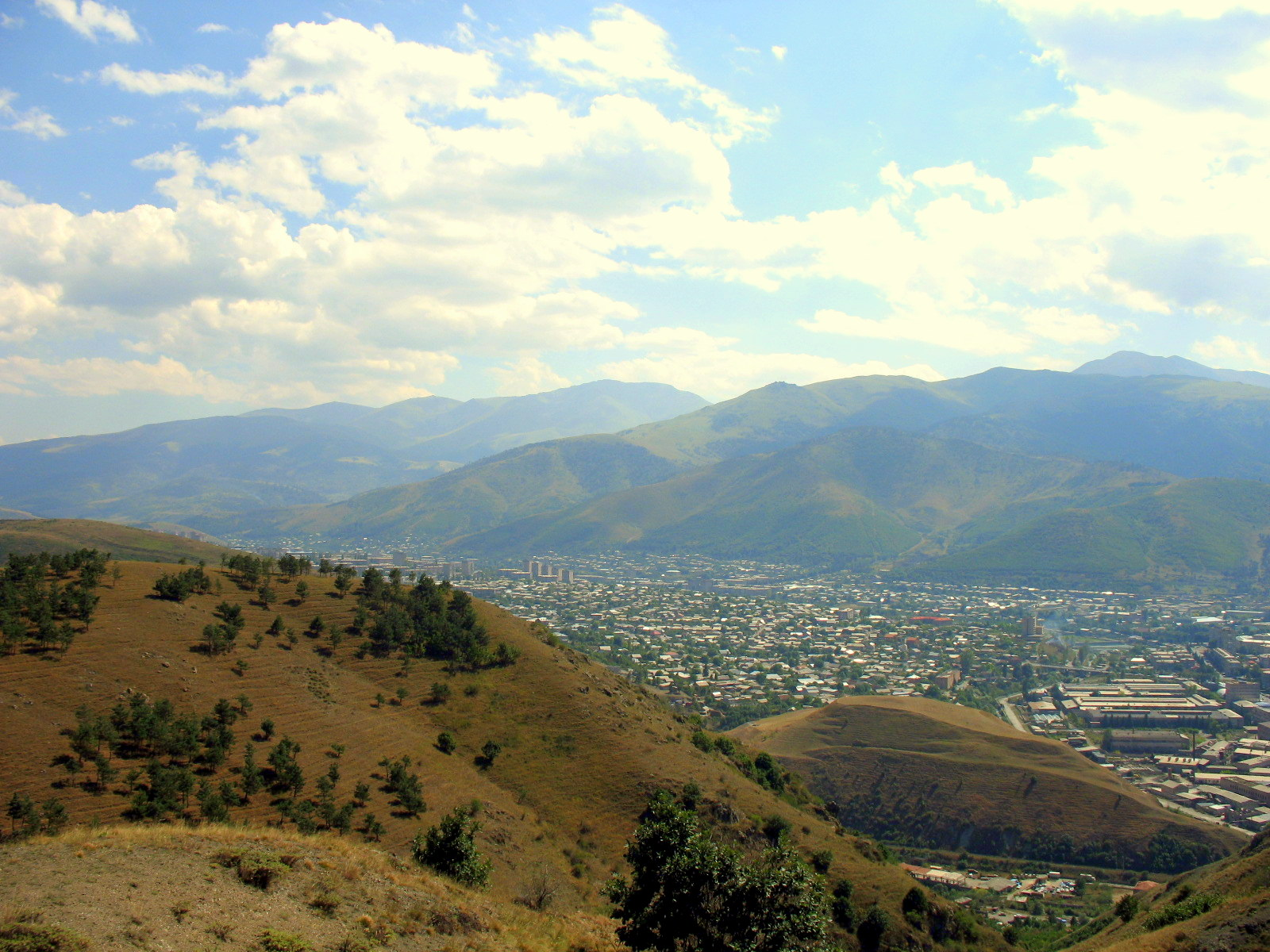